# Heilig Hartkerk (Graz)
De Heilig Hartkerk (Duits: Herz-Jesu-Kirche) is de grootste kerk in Graz, Oostenrijk. Het gebouw werd tot in de kleinste details ontworpen door de architect Georg Hauberrisser en in in de jaren 1881-1887 neogotische stijl gebouwd. Met een hoogte van 109,6 meter behoort de toren tot de hoogste kerktorens van Oostenrijk.

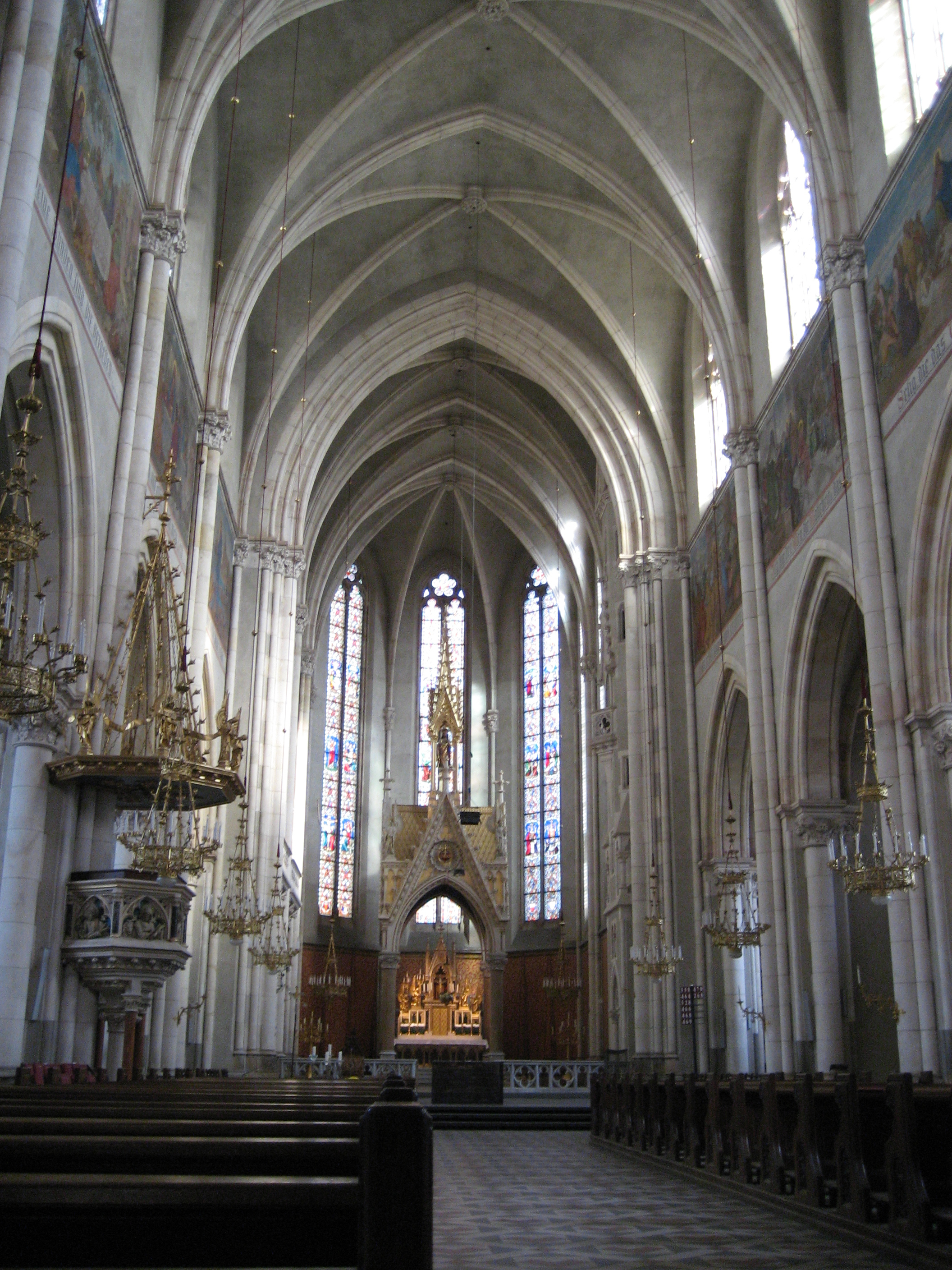
Interieur

## Bouwgeschiedenis
In het jaar 1875 riep prins-bisschop Johann Baptist Zwerger, een groot vereerder van het Heilig Hart van Jezus, op tot de bouw van een aan de Heilig Hartverering gewijde kerk in Graz. De kerk moest het parochiecentrum worden voor de snelgroeiende uitbreiding van het huidige stadsdeel Sankt Leonhard en tegelijkertijd een belangrijk monument voor de Heilig Hartverering. Na lang overleg over de stijl van de kerk (op grond van de kosten werd uiteindelijk niet gekozen voor een op de Weense Votiefkerk lijkende bouw) werd uiteindelijk aan de uit Graz afkomstige architect Georg von Hauberrisser de opdracht gegeven om een kerk te bouwen in de stijl van de Noord-Duitse baksteengotiek. De eerstesteenlegging volgde in 1881 en de wijding op 5 juni 1891.
In de jaren 2004-2005 volgde een grondige restauratie van het exterieur. De kerk bezit grotendeels nog het oorspronkelijke interieur.

## Beschrijving
De kerk en de in dezelfde stijl gebouwde pastorie worden door een groenvoorziening omgeven en werden zichtbaar door de idealen van de romantiek beïnvloed. Om ondanks het laagliggende bouwterrein toch een monumentale kerk te kunnen oprichten, werd er een onderkerk en een bovenkerk gebouwd. De zuidwestelijke toren van de niet exact oostelijk georiënteerde is met een hoogte van 109,6 meter de op twee na hoogste kerktoren van Oostenrijk. Alleen de torens van de Stefanusdom in Wenen en de Mariadom van Linz overtreffen die van de Heilig Hartkerk. De kerk bezit als een van de weinige Oostenrijkse kerken nog altijd het volledig bestand van de gebrandschilderde neogotische ramen.